# Slackness
Slackness è termine che indica le tematiche volgari, oscene e politicamente scorrette, comunemente usate in alcune forme di musica reggae, e in genere nella musica caraibica. Lo Slackness è particolarmente presente in una buona parte del sottogenere del reggae chiamato Dancehall reggae, ed è opposto alla "consapevolezza" e "spiritualità" tipici di un altro sottogenere del reggae chiamato Roots reggae, legato per definizione alla religione e spesso alla protesta politica.
Benché questa accezione in Lingua inglese sia letteralmente traducibile in "debolezza" o "fiacchezza, nel contesto della musica caraibica, specie nel reggae, assume un significato differente che si traduce in "volgarità" o "oscenità" per denotare questioni che trattano come soggetto ad esempio il sessismo, la pornografia, l'omofobia, la violenza, o la misoginia.
Lo Slackness era un linguaggio già fortemente presente in anni passati nel Mento, una musica folkloristica locale della Giamaica sviluppata negli anni cinquanta. Ma anche negli anni successivi, rimase presente in alcuni casi nel Rocksteady, Early reggae, e Roots reggae: da brani di Bob Marley come "Bend Down Low" e "Lick Samba", a "Open Up!" di Clancy Eccles (1969).
Comunque, nel periodo Roots reggae (anni settanta) lo Slackness era poco diffuso, e comunque oscurato da canzoni più profonde, religiose e spirituali. Questo linguaggio cominciò a venire fortemente diffuso negli anni ottanta, adottato da una buona parte degli artisti Dancehall reggae, nello specifico da parte dei Disc jockey. Infatti, non tutta la scena dancehall era legata allo Slackness, ad esempio i cantanti, che erano comunque in gran parte ancora connessi alle tematiche del Roots reggae.
Durante la metà degli anni ottanta, venne a svilupparsi un nuovo sottogenere del Dancehall reggae chiamato Raggamuffin, in cui spesso lo Slackness venne accenutato ed estremizzato. Si dice addirittura che lo Slackness del primo periodo Dancehall (Early dancehall) fosse relativamente innocuo se paragonato a ciò in cui si sarebbe evoluto nel periodo Raggamuffin, in particolare con l'Hardcore ragga: Shabba Ranks subì un calo di popolarità quando approvò il singolo di Buju Banton "Boom Bye Bye" (1992), un brano che incitava a sparare ai gay; Bounty Killer incitava all'uso delle armi; i riferimenti di Capleton verso le donne non erano mai politicamente corretti.
Recentemente, Beenie Man, Sizzla e Capleton, tre degli artisti dancehall/raggamuffin più famosi in Giamaica e nel mondo, hanno firmato un documento, il "Reggae Compassionate Act", in cui affermano l'impegno nel cessare di divulgare il messaggio omofobico, sia per quanto riguarda le nuove pubblicazioni, sia per la ripubblicazione di canzoni precedenti, contenenti liriche contro gli omosessuali. Il governo giamaicano ha imposto un divieto di trasmettere testi offensivi e violenti nella musica dancehall.